# Trái tim ngón tay

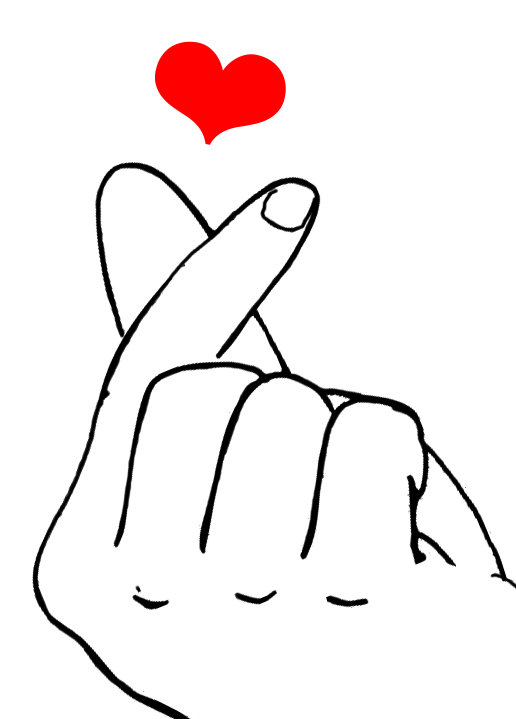
Trái tim ngón tay

Cử chỉ "trái tim ngón tay" (tiếng Hàn: 손가락 하트) là một xu hướng được phổ biến rộng rãi ở Hàn Quốc trong khoảng những năm 2010. Cử chỉ đã lan truyền thông qua K-pop và phim truyền hình Hàn Quốc.

## Mô tả
Ngón tay cái và ngón tay trỏ của một bàn tay được đưa lên, bắt chéo vào nhau để tạo thành hình trái tim, tượng trưng cho một trái tim ảo vô hình bên trên nó.

## Lịch sử
Một số hình ảnh từ năm 2010 của nữ diễn viên Hàn Quốc Kim Hye-soo đã cho thấy cô làm dấu hiệu trái tim bằng ngón tay, được xem là bắt đầu cho sự lan tỏa của xu hướng này.
Ngày 12 tháng 10 năm 2016, nghệ sĩ hài Hàn Quốc Yang Se-hyung tuyên bố anh là người khởi xướng cử chỉ này khi đăng một bức ảnh lúc anh còn bé với động tác tạo trái tim bằng hai ngón tay lên tài khoản Instagram của anh. Nhưng cộng đồng mạng cũng nhận thấy ca sĩ K-pop G-Dragon cũng có một bức ảnh tương tự lúc anh còn bé.
Ngày 15 tháng 10 cùng năm, đến lượt Nam Woo-hyun của nhóm nhạc Infinite tuyên bố mình là người sáng tạo đầu tiên Trái tim ngón tay trong chương trình phát sóng 'Knowing Bros' của JTBC. Nhưng Min Kyung-hoon, ca sĩ của ban nhạc rock Buzz tranh chấp: "Tôi đã làm điều đó lần đầu tiên vào năm 2003.". Kể từ năm 2011, Nam Woo-hyun đã thể hiện tình yêu của mình với người hâm mộ của anh bằng cách tạo ra và sử dụng nhiều trái tim khác nhau ngoài trái tim bằng ngón tay. Sau khi nhìn thấy trái tim bằng ngón tay mà anh ấy thường xuyên sử dụng, nhiều người nổi tiếng đã làm theo và phong cách này lan rộng.
Trái tim ngón tay trở thành một biểu tượng nổi tiếng của các ngôi sao K-pop và người hâm mộ của họ, được biểu diễn bằng cách sử dụng ngón cái và ngón trỏ. Cử chỉ ngón tay cái và ngón trỏ đã trở nên phổ biến trên khắp châu Á do sự phổ biến của K-pop và các bộ phim truyền hình Hàn Quốc, và ngày càng tăng ở các khu vực khác trên thế giới như một nhân tố của Làn sóng Hàn Quốc.
Trong Thế vận hội mùa đông 2018 ở Pyeongchang, North Face và Lotte đã tung ra thị trường quần áo và phụ kiện thời trang với ngón tay cái và ngón trỏ của biểu tượng này nổi bật trên các sản phẩm của họ.
Sau nhiều năm phổ biến lan rộng, cử chỉ "Trái tim ngón tay" từng bị hiểu lầm là mang ý nghĩa đáng xấu hổ. Có tin đồn rằng nó có nghĩa là "quần lót" trong ngôn ngữ ký hiệu của Hàn Quốc và "núm vú" khi được sử dụng bằng cả hai tay, nhưng thông tin này thất thiệt khi tra từ điển ký hiệu.